# Емілія Аппельквіст
Емілія Аппельквіст (швед. Emilia Elisabeth Appelqvist; нар. 11 лютого 1990) — шведська футболістка, срібна призерка Олімпійських ігор 2016 року.

## Виступи на Олімпіадах
| Олімпіада           | Дисципліна | Місце |
| ------------------- | ---------- | ----- |
| Ріо-де-Жанейро 2016 | футбол     | 2     |